# HLB사이언스
HLB사이언스(HLB Science)는 대한민국의 바이오신약 개발 기업이다.

## 역사
2016년 대한면역학회 회장을 역임한 박영민 건국대 교수가 설립하였다.
2018년 넥스트사이언스가 단디바이오사이언스 지분 59%를 63억원에 인수하였다.
2022년 단디바이오사이언스에서 현재의 사명으로 변경하였다.

## 연구 신약
- 패혈증 치료제 (DD-S052P)[4]
- 알츠하이머 치매 치료제 (DD-A279)